# Geoffrey Ronoh
Pour l’article homonyme, voir Geoffrey Rono.
Geoffrey Ronoh (né le 29 novembre 1982) est un athlète kényan, spécialiste des courses de fond. 

## Biographie
Le 21 juin 2014, il remporte le semi-marathon d'Olomouc en 1 heure et 17 secondes en devançant de 8 secondes son compatriote et ancien détenteur du record du monde de marathon, Wilson Kipsang Kiprotich.

### Palmarès
| Date | Compétition             | Lieu    | Résultat | Épreuve       |
| ---- | ----------------------- | ------- | -------- | ------------- |
| 2014 | Semi-marathon d'Olomouc | Olomouc | 1er      | Semi-marathon |
| 2014 | Grand Prix de Prague    | Prague  | 1er      | 10 kilomètres |
| 2016 | Marathon de Berlin      | Berlin  | 6e       | Marathon      |

### Records
| Épreuve       | Performance    | Lieu       | Date              |
| ------------- | -------------- | ---------- | ----------------- |
| Semi-marathon | 59 min 45 s    | Klagenfurt | 24 août 2014      |
| Marathon      | 2 h 9 min 29 s | Berlin     | 25 septembre 2016 |